# Aforia hedleyi
Aforia hedleyi é uma espécie de gastrópode do gênero Aforia, pertencente a família Cochlespiridae.